# Mohanad al-Sayani
Mohanad al-Sayani (arabisch مهند السياني, DMG Muhannad as-Sayānī; 1962–2020) war ein jemenitischer Vorderasiatischer Archäologe und Funktionär.
Mohanad al-Sayani studierte Archäologie und Geschichte an der Universität Sanaa. 1987 wurde er stellvertretender Direktor des Nationalmuseums sowie Erster Direktor des Popular Heritage Museums in Sanaa. 1996 wurde er Generaldirektor der General Organization of Antiquities and Museums (GOAM) des Gouvernements Sanaa. In dieser Funktion war er an verschiedenen Ausstellungen, Surveys und Ausgrabungen beteiligt, unter anderem beim Friedhof von Sha´ub und der eisenzeitlichen Siedlung Tan´im (Hawlân) in Verbindung mit der Außenstelle Sana'a der Orient-Abteilung des Deutschen Archäologischen Instituts (DAI). Wohl bedeutendste mitbetreute Ausstellung al-Sayanis war Kunst und Archäologie im Land der Königin von Saba, die von 1997 bis 2005 in mehreren Ländern auf der Welt gezeigt wurde. 2012 wurde er Präsident der GOAM und damit auch Leiter der jemenitischen Antikenbehörde. 2013 wurde er zum korrespondierenden Mitglied des DAI gewählt. Al-Sayanis Arbeit war stark von den Krisen der Zeit im Jemen geprägt: Erhalt, Schutz und Rettung der Kulturgüter des Landes vor Krieg, Raubgrabungen oder Naturkatastrophen.